# Ophiacantha stellata
Ophiacantha stellata är en ormstjärneart som beskrevs av George Richard Lyman 1875. Ophiacantha stellata ingår i släktet Ophiacantha och familjen knotterormstjärnor. Inga underarter finns listade i Catalogue of Life.